# XMule
xMule (abbreviazione di "X11 Mule") è stato un client open source per il file sharing su rete eDonkey, destinato a girare potenzialmente su tutte le principali piattaforme Unix, in particolare Linux e BSD.
xMule è stato sviluppato in C++ tramite wxWidgets e pubblicato con licenza GNU General Public License v2. Si trattava di un fork di lMule, che a sua volta era un port di eMule per Linux creato da Timo Kujala nel gennaio 2003. Da xMule venne generato un ulteriore fork, aMule.

## Storia
xMule venne creato nel giugno 2003 a causa di divergenze tra gli sviluppatori di lMule ed un suo contributore che effettuò un tentativo di hijacking del sito ufficiale lmule.org.
A differenza di eMule, che utilizzava le Microsoft Foundation Classes (MFC), xMule si serviva di wxWidgets per la sua interfaccia grafica, pertanto poteva girare su più piattaforme. Supportava integralmente Linux e BSD ed era progettato per supportare anche i sistemi Windows e MacOS.
Il 17 agosto 2003, Ted R. Smith, l'unico manutentore di xMule che all'epoca risiedeva negli Stati Uniti d'America, fu coinvolto in una battaglia legale a causa del suo ruolo nello sviluppo di xMule. La sua connessione personale ad Internet venne staccata e fu citato in giudizio dal governo statunitense per conto della Recording Industry Association of America (RIAA) per violazione del Digital Millennium Copyright Act (DMCA). Il 18 agosto 2003, immediatamente dopo le azioni intraprese contro Ted R. Smith e a causa di ulteriori disaccordi interni, venne creato un fork dal codice sorgente di xMule, denominato aMule (col significato di "another Mule" e successivamente di "All-platform Mule"). Il sito ufficiale di aMule affermò che "le relazioni tra i due progetti sono purtroppo in uno stato piuttosto pietoso", mentre quello di xMule dichiarò che "aMule è più orientato all'utente finale attuale, mentre xMule è più incentrato sull'estensibilità e sulla fattibilità a lungo termine", e tracciò confronti tra le diverse filosofie di coding comparandole a quelle tra Internet Explorer e Mozilla. Tra l'altro, aMule aggiunse il supporto ai sistemi Windows e MacOS.
L'ultima versione pubblicata di xMule è stata la 1.13.7 RC1, uscita nel settembre 2006.
Il 18 gennaio 2009, con una nota sul sito ufficiale di xMule scritta dal suo sviluppatore, Avi Vahl, venne ufficialmente annunciata l'interruzione dello sviluppo di xMule. Per giustificare la decisione, Avi Vahl affermò che eMule era morto e che il futuro del peer-to-peer era il protocollo BitTorrent. Il sito ufficiale di xMule incoraggiò di conseguenza i suoi utenti a migrare sulla rete BitTorrent o ad usare aMule.